# 호러스 그랜트 언더우드

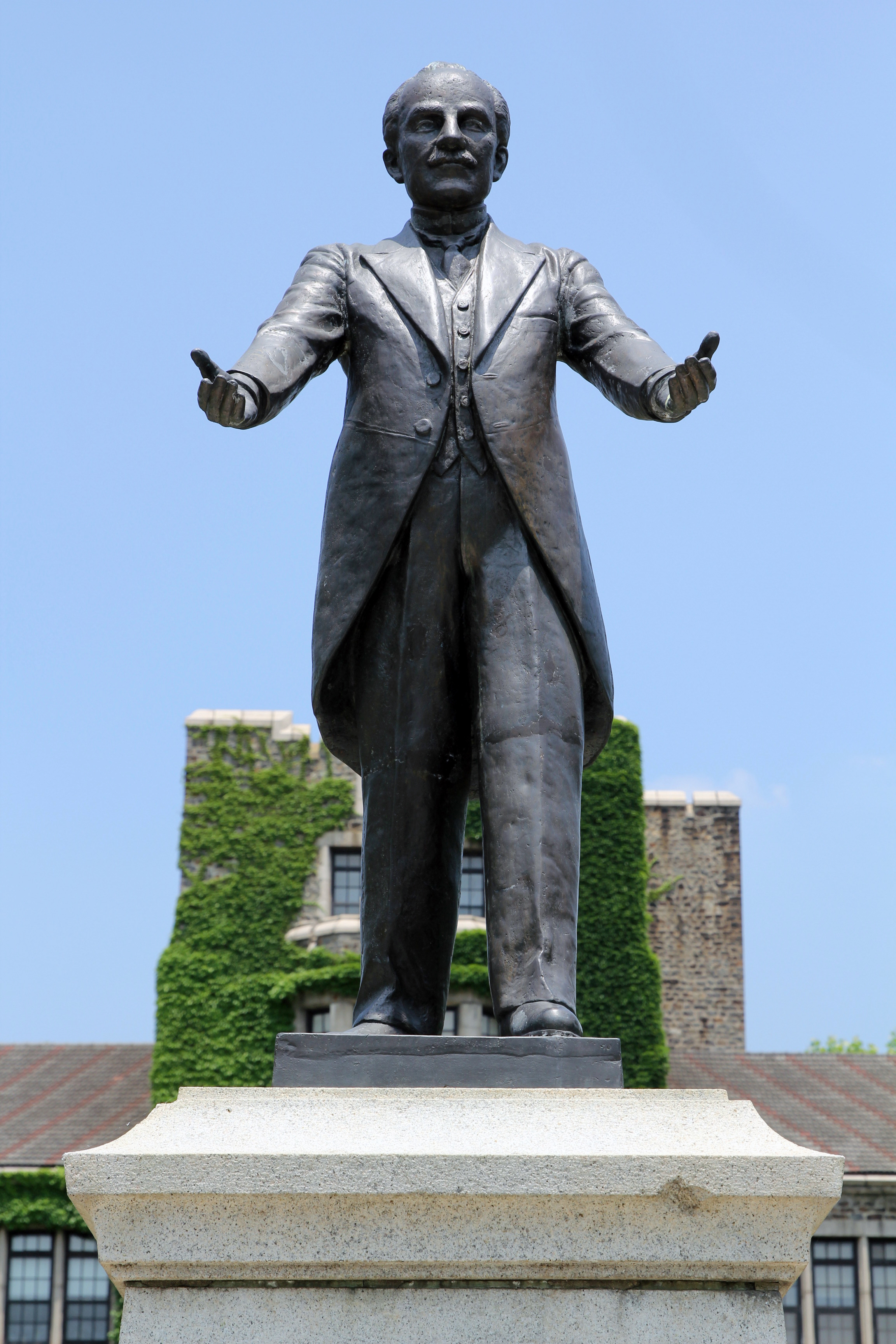
호러스 그랜트 언더우드 동상

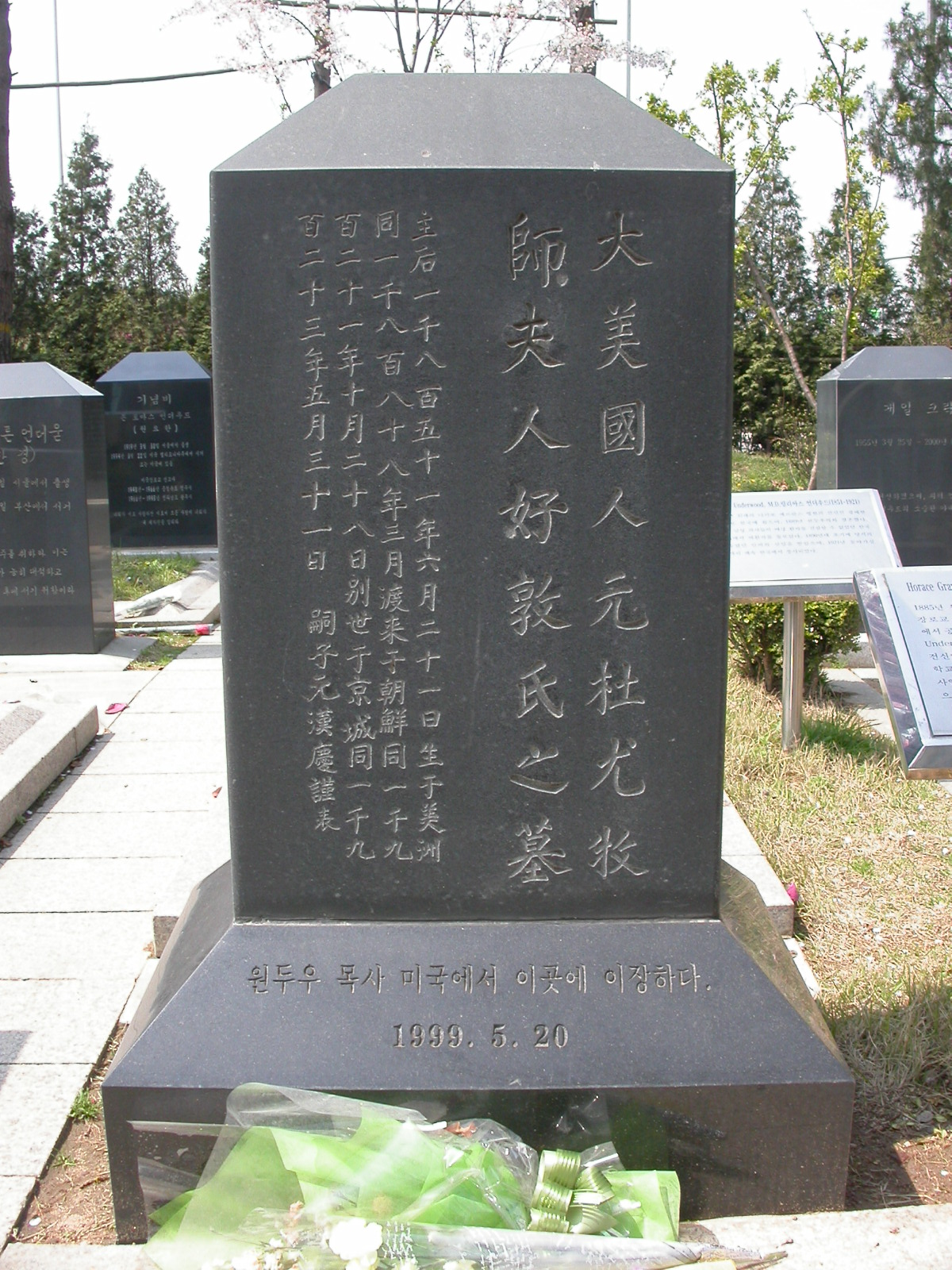
호러스 그랜트 언더우드 부부의 묘비

호러스 그랜트 언더우드(영어: Horace Grant Underwood, 1859년 7월 19일 ~ 1916년 10월 12일)는 미국의 장로교 선교사이다. 언더우드 선교사라는 이름으로 잘 알려져 있으며, 한국어 이름은 원두우(元杜尤)이다.

## 생애

### 선교사 파송
1859년 7월 19일에 영국 런던에서 태어나서 13세가 되던 해에 미국으로 이주하였다. 1881년 뉴욕 대학교를 졸업하였으며, 같은 해부터 1884년까지 뉴브런스위크신학교에서 공부하였다. 1883년 11월 장로교 목사가 되었고 1년간 인도 선교를 위해서 의학 공부를 하면서 실력을 쌓았으며, 1884년 7월 28일 조선 최초의 장로교 선교사로 임명되었다.
하지만 조선은 개화파들이 일으킨 정변인 갑신정변으로 사회가 혼란하였기 때문에 일본에 잠시 체류해야 했다. 1884년 12월에 샌프란시스코를 출발하여 다음해 1월에 일본 요코하마에 도착하였다. 일본에 머무는 동안 조선 기독교인으로서 마가 복음서를 번역한 문서선교사인 이수정(李樹廷)에게서 한국어를 배우면서 조선에서의 개신교 선교를 준비하였다.

### 입국과 선교
1885년 4월 2일에 부산항을 통해 입국했으며, 같은달 5일에 감리교 선교사 아펜젤러와 함께 제물포항에 도착하였다. 조선 정부에서 선교활동을 허락하지 않았기 때문에 제중원에서 물리와 화학을 가르치는 교사가 되었다. 그는 조선어 문법책을 영어로 집필하였다. 그 후 성서 번역 위원회 초대 위원장, 대한기독교서회 회장, 한국 기독교 교육회 회장 등을 역임하였다. 한편 현 경신중고등학교인 예수교학당, 서울 구세학당, 현 연세대학교의 전신인 연희전문학교를 설립하였다. 또한 교회 연합 운동을 지도하는 등 한국의 종교·문화·언어·정치·사회 등 여러 분야에 많은 일을 남겼다.
개신교 선교사로서의 업적은 교회 설립과 전도 여행이었다. 1887년에 조선인 교우들의 참여로 조선 장로교 교회사에서 첫 장로교 교회인 정동교회(현재 새문안교회)를 설립하였고, 1900년도 초 개신교 양평동교회를 설립하였다. 전도가 활발한 지역이었던 북한 지역에서의 전도 여행을 3차례나 하였다. 학생 시절에 피어선 박사에게 영향을 받았던 인연으로 후에 피어선기념성경학원(현재 평택대학교)에서 교장을 1912년부터 1916년까지 역임하였다. 성서 번역에도 공헌하였는데 1887년에 상임 성서위원회 위원 자격으로 아펜젤러와 함께 마가 복음서의 한글판을 번역·출간하였다. 또한 원두우는 뛰어난 복음주의 설교가이기도 했다. 기독교 사상에 연재 되는 원두우 설교 집에 따르면 예수의 부활, 기독교인의 사회적 책임에 대해 알기 쉽게 말했다.
2014년 기독교사상에 연재된 이야기에 따르면, 원두우는 일제에 의해 반일 인사로 여겨질 만큼 한국민중과 연대하는 선교사였다. 그는 라디오 방송으로 "참고 견딘다면 해방의 날이 올 것입니다."라고 연설하기도 했으며, 친일 성향의 선교사나 일제와 갈등을 겪기도 했다.

### 사망과 사후
건강 악화로 미국으로 돌아가 1916년 10월 12일 미국 뉴저지주의 휴양 도시인 애틀랜틱 시티의 병원에서 사망하였다. 시신은 조선으로 옮겨져 양화진 외인 묘지에 안장되었다. 사후에도 언더우드 가문은 조선에 남아 3대에 걸쳐서 의료 선교와 한남대학교의 설립으로 교육 발전에 기여하였고, 특히 4대손인 원한광(Horace Horton Underwood Jr.)은 1980년에 광주민중항쟁을 해외에 알려서 전두환 군사독재정권에 의해 강제 추방을 당하였다.

## 같이 보기
- 호러스 호톤 언더우드
- 아펜젤러
- 연세대학교
- 이눌서
- 피어선